# Opération Tapis volant

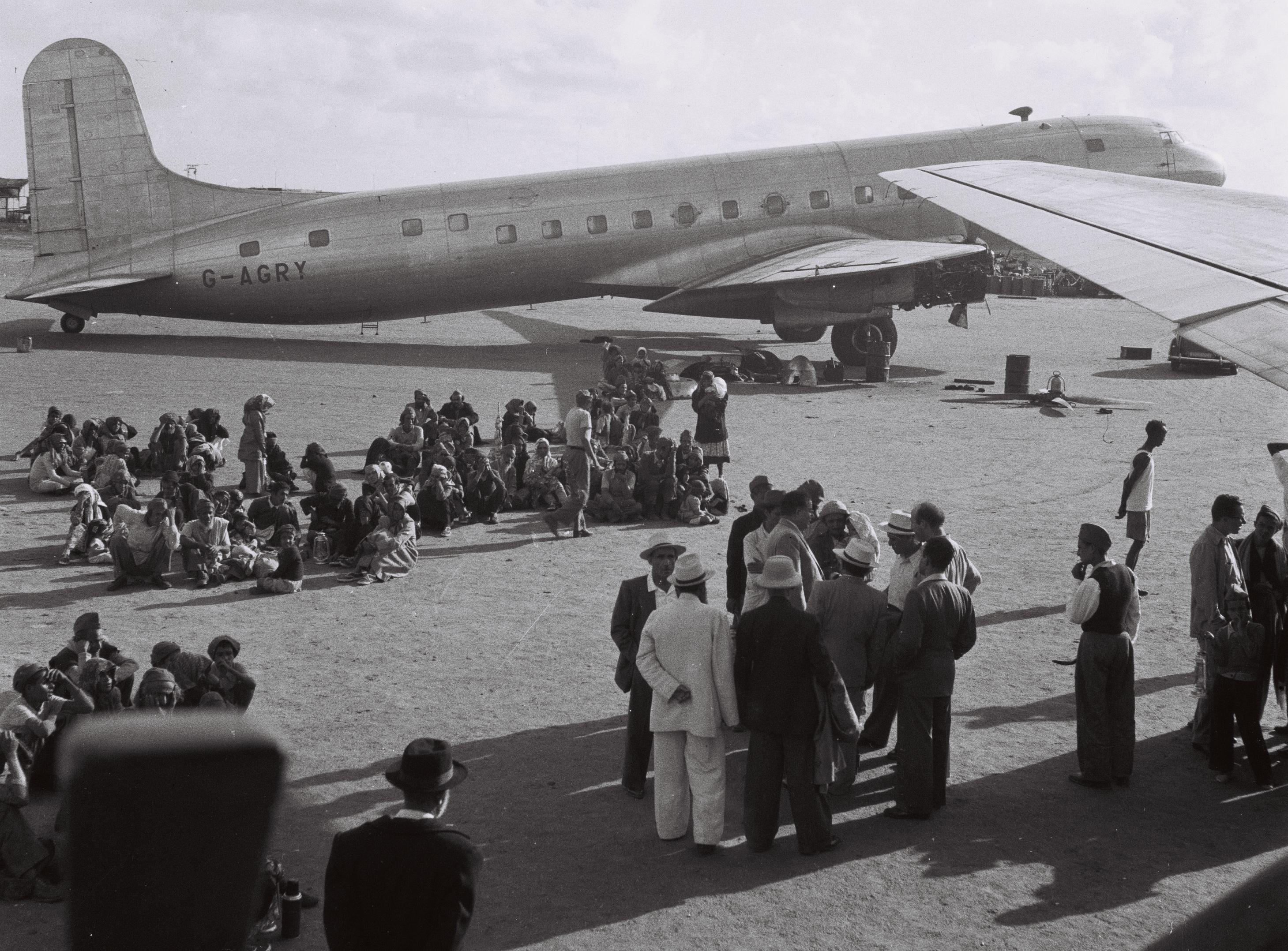
Des yéménites de confession juive attendant d'embarquer pour être emmenés en Israël, le 1^{er} novembre 1949.

L'opération Tapis volant est une opération clandestine qui permet d'emmener, entre 1949 et 1950, la quasi-totalité des Juifs du Yémen vers l'État d'Israël nouvellement créé. Les détails de l'opération sont révélés en 2016, une fois les dernières exfiltrations menées,.

## Contexte
Le 29 novembre 1947, le plan de partage de la Palestine est approuvé à New York, ce qui met fin au mandat britannique dans la région et permet la création de l’État d’Israël. Dès lors, les menaces envers la communauté juive du Yémen se multiplient. Pendant le pogrom d'Aden, en décembre 1947, 82 personnes juives sont assassinées et de nombreuses résidences des membres de cette communauté sont détruites,. Des accusations de meurtres rituels de deux filles yéménites entraînent également des pillages au début de l'année 1948. Dans ce contexte, en 1949, l'Agence juive dépêche un émissaire au Yémen, qui établit que plus de 50 000 Juifs y vivent. En collaboration avec le département d’État américain, une opération est mise en place.

## Histoire

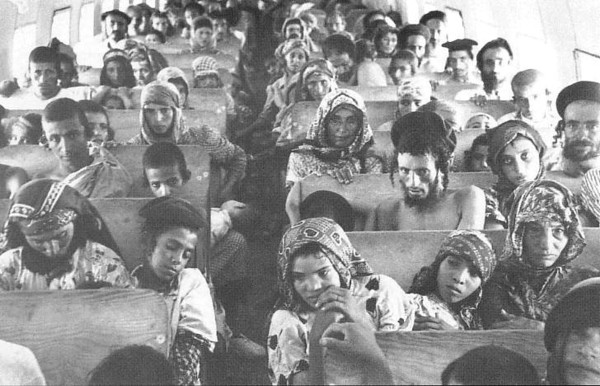
Juifs yéménites dans un avion à destination d'Israël.

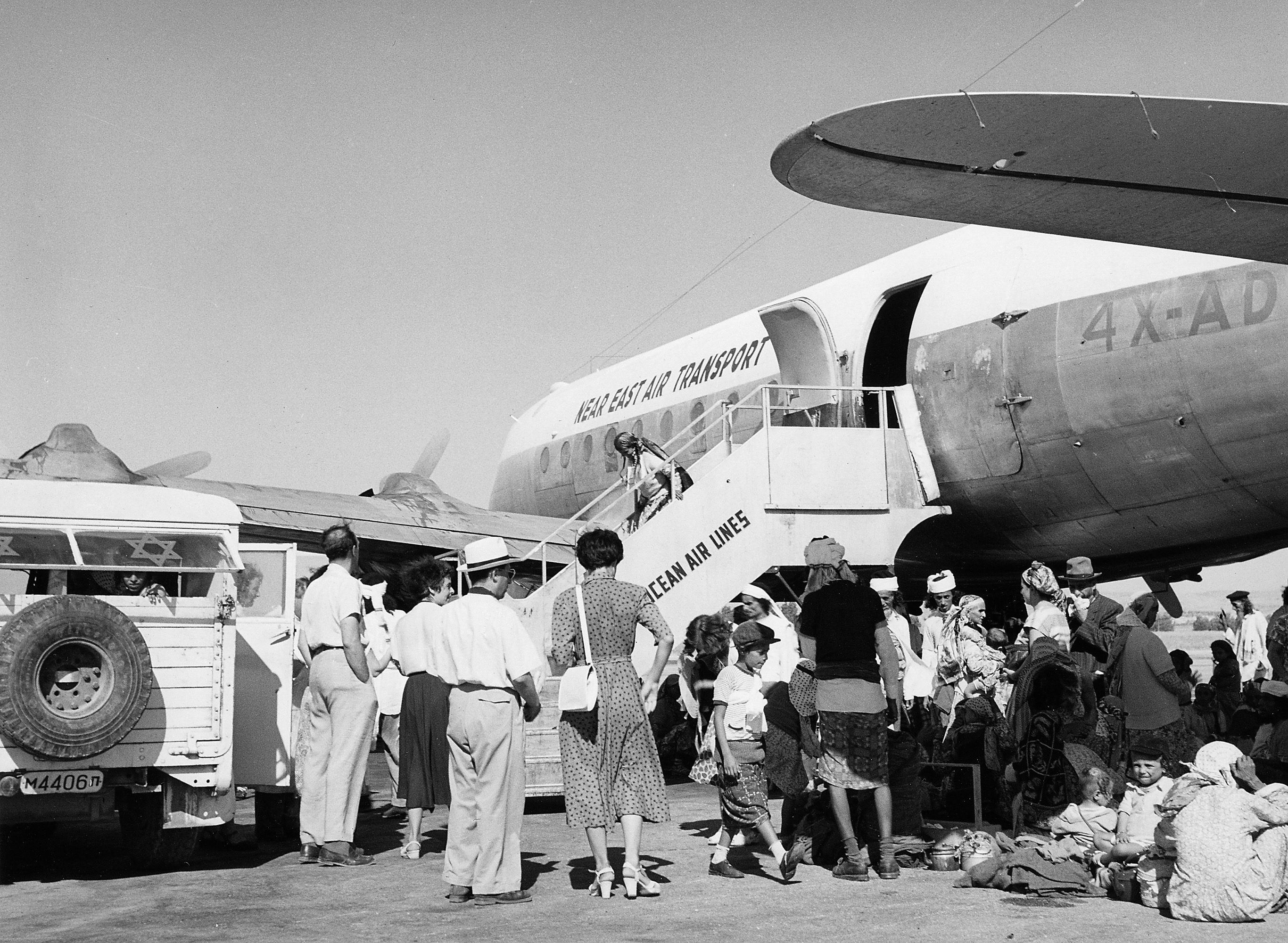
Familles arrivées à l'aéroport de Lod, le 26 août 1950.

### Première vague d'exfiltrations
Entre juin 1949 et septembre 1950, quelque 49 000 Juifs sont secrètement transportés par des avions britanniques et américains. Certaines familles aisées choisissent de rester près de leurs biens et de ne pas quitter le pays. Toutefois, l'immense majorité des Juifs yéménites immigrent en Israël, abandonnant leurs habitudes adaptées au monde rural pour un mode de vie plus moderne. L'anecdote raconte que la plupart d'entre eux n'ont jamais vu d'avions, mais croient en l'accomplissement de la prophétie biblique relatée dans le Livre d'Isaïe (40:31) selon laquelle Dieu a promis de ramener les exilés d'Israël à Jérusalem « sur des ailes d'aigle ».

### Exfiltrations en 2009
En 2009, entre les mois de juillet et novembre, une soixantaine de juifs sont transportés clandestinement et relogés à New York. Après l'exfiltration de ces familles, il ne reste que 290 membres de cette communauté au Yémen. En 2013, ils sont 90, dont la moitié résidant à Sanaa,.

### Exfiltrations en 2016
Le 21 mars 2016, l'Agence juive annonce la fin de ses opérations d'évacuation du Yémen, en pleine guerre civile, avec l'exfiltration vers Israël de 19 personnes. Le communiqué précise qu'environ 200 Juifs ont été discrètement évacués au cours des années précédentes. Une cinquantaine d'autres personnes ont souhaité rester dans le pays, dont une quarantaine à Sanaa, près de l'ambassade américaine,.

## Enfants yéménites enlevés
Arrivés en Israël, une centaine de nourrissons et d'enfants, selon les experts, sont enlevés par les autorités sous prétexte de vaccination avant d'être déclarés « morts » ou « disparus »,, les Yéménites parlant plutôt d'un millier de cas. La plupart sont vendus à des familles ashkénazes désireuses d'adopter, tandis que d'autres sont utilisés comme cobayes humains pour des expérimentations scientifiques.